# Claudine Vallerand
Pour les articles homonymes, voir Vallerand.
Claudine Vallerand, née Simard à Montréal en 1908 et morte le 16 septembre 2001 à Longueuil, est une animatrice à la radio et la télévision, mieux connue pour son personnage « Maman Fonfon ». Elle était une pionnière de la télévision éducative et une éducatrice avant-gardiste qui prônait la scolarisation précoce des enfants par l’entremise de l’implantation de la maternelle pour tous.»

## Biographie

### Enfance et famille
Née Claudine Simard le 8 octobre 1908 à Montréal, elle est la première fille et troisième des six enfants de Marie-Antoinette Boyer (1876-1936) et de Georges-Aimé Simard (1869-1953), pharmacien, homme d'affaires, député puis conseiller législatif et consul de Roumanie. Ses parents se sont mariés le 18 janvier 1905, à la Cathédrale de Montréal. Elle est la sœur de Jacques, René, Gabrielle, Georgette et Paul Simard.
Elle fait ses études à Montréal, pensionnaire au Collège du Sacré-Cœur au Sault-au-Récollet au bord de la rivière des Prairies (aujourd'hui Collège Sophie-Barat).

### Mariage
Le 14 juin 1930, à Saint-Lambert (Préville), elle épouse René D. Vallerand, en pleine récession. Le couple s'installe à Montréal. 
Leur premier enfant, une fille, meurt lors de l'accouchement. 
Elle est la mère du juge Claude Vallerand (1932-2007), juge à la Cour d'appel du Québec.

### Décès
Claudine Vallerand est morte le 16 septembre 2001 à 92 ans, à Longueuil, Qc, Canada.

## Éducatrice avant-gardiste

### L'École maternelle Vallerand
En 1938, avec son mari René D. Vallerand, elle ouvre l'École maternelle Vallerand, une des premières écoles maternelles privées au Québec. Son mari dirige l'École des parents avec elle. Il en était le trésorier en 1947.

### Carrière radiophonique
En 1945, elle anime l'émission Le courrier de Radio-Parents à la radio de Radio-Canada.

## Pionnière de la télévision éducative

### Maman Fonfon
De 1955 à 1963, Claudine Vallerand crée et incarne le personnage de Maman Fonfon, pour Fon Fon, la première émission jeunesse au Québec, à l'antenne de Radio-Canada.
Du 21 janvier 1958 au 31 mai 1963, dans son personnage de Maman Fonfon, elle anime une émission éducative en anglais, Nursery School Time (en) avec Madeleine Arbour (Miss Madeleine), Teddy Forman et Shirley Knight, à la Canadian Broadcasting Corporation (CBC). Chaque émission, en noir et blanc, durait 15 minutes. Son chien Miki y fait des apparitions caméo.

### La Commission Parent
En 1961, elle présente un mémoire sur la radio et télévision scolaire lors des auditions de la commission Parent.

## Discographie
Claudine Vallerand a enregistré plusieurs disques sous l'étiquette Mignon pour la jeunesse. Elle enregistre trois disques de chansons enfantines avec le pianiste Pierre Brabant.